# Мужская волейбольная Евролига 2004
1-й розыгрыш мужской волейбольной Евролиги — международного турнира по волейболу среди мужских национальных сборных стран-членов ЕКВ — прошёл с 20 мая по 11 июля 2004 года в 24 городах 8 стран с участием 8 команд. Финальный этап был проведён в Опаве (Чехия). Победителем турнира стала сборная Чехии.

## Команды-участницы
Германия, Нидерланды, Россия, Словакия, Турция, Финляндия, Хорватия, Чехия.

## Система проведения розыгрыша
Соревнования состояли из предварительного и финального этапов. На предварительном этапе 8 команд-участниц были разбиты на две группы. В группах команды играли с разъездами в два круга спаренными матчами. По две лучшие команды из групп вышли в финальный этап и по системе плей-офф разыграли призовые места.

## Предварительный этап

### Группа 1
| М | Команда  | 1               | 2               | 3               | 4               | И  | В | П | С/П   | О  |
| - | -------- | --------------- | --------------- | --------------- | --------------- | -- | - | - | ----- | -- |
| 1 | Россия   |                 | 1:3 3:0 0:3 2:3 | 1:3 3:2 3:0 3:1 | 3:0 3:0 2:3 3:0 | 12 | 7 | 5 | 27:20 | 19 |
| 2 | Чехия    | 3:1 0:3 3:0 3:2 |                 | 3:0 2:3 1:3 2:3 | 3:2 2:3 3:0 3:2 | 12 | 7 | 5 | 28:22 | 19 |
| 3 | Турция   | 3:1 2:3 0:3 1:3 | 0:3 3:2 3:1 3:2 |                 | 3:1 1:3 3:1 3:1 | 12 | 7 | 5 | 25:24 | 19 |
| 4 | Хорватия | 2:3 0:3 3:2 0:3 | 2:3 3:2 0:3 2:3 | 1:3 3:1 1:3 1:3 |                 | 12 | 3 | 9 | 18:32 | 15 |

21—22 мая.  Москва.
Россия — Чехия 1:3 (22:25, 22:25, 25:20, 23:25); 3:0 (25:18, 25:19, 25:20).
22—23 мая.  Загреб.
Хорватия — Турция 1:3 (25:17, 16:25, 21:25, 18:25); 3:1 (25:15, 22:25, 25:22, 25:18).
29—30 мая.  Ческе-Будеёвице.
Чехия — Турция 3:0 (25:22, 25:21, 25:23); 2:3 (25:23, 25:17, 21:25, 19:25, 10:15).
29—30 мая.  Белгород.
Россия — Хорватия 3:2 (25:21, 25:21, 26:28, 19:25, 15:10); 3:0 (25:16, 25:18, 25:18).
5—6 июня.  Карловац.
Хорватия — Чехия 2:3 (22:25, 25:23, 13:25, 25:22, 13:15); 3:2 (25:20, 25:22, 18:25, 21:25, 15:12).
5—6 июня.  Бурса.
Турция — Россия 3:1 (27:29, 25:20, 25:16, 25:22); 2:3 (19:25, 25:20, 25:16, 25:22).
12—13 июня.  Яблонец-над-Нисоу.
Чехия — Хорватия 3:0 (25:21, 25:22, 25:18); 3:2 (18:25, 25:21, 25:23, 27:29, 15:11).
16—17 июня.  Белгород.
Россия — Турция 3:0 (25:16, 25:22, 27:25); 3:1 (25:18, 21:25, 25:20, 25:20).
19—20 июня.  Стамбул.
Турция — Чехия 3:1 (25:22, 20:25, 25:20, 25:22); 3:2 (25:18, 26:28, 19:25, 25:22, 15:9).
19—20 июня.  Риека.
Хорватия — Россия 3:2 (25:21, 20:25, 25:22, 22:25, 15:11); 0:3 (14:25, 18:25, 20:25).
26—27 июня.  Свитави.
Чехия — Россия 3:0 (25:16, 25:18, 25:17); 3:2 (25:20, 22:25, 25:22, 23:25, 18:16).
26—27 июня.  Анкара.
Турция — Хорватия 3:1 (25:27, 25:23, 25:21, 25:21); 3:1 (25:21, 26:24, 22:25, 25:23).

### Группа 2
| М | Команда    | 1               | 2               | 3               | 4               | И  | В  | П  | С/П   | О  |
| - | ---------- | --------------- | --------------- | --------------- | --------------- | -- | -- | -- | ----- | -- |
| 1 | Нидерланды |                 | 3:1 3:1 3:1 3:2 | 2:3 3:0 2:3 3:1 | 3:2 3:1 3:2 3:2 | 12 | 10 | 2  | 34:19 | 22 |
| 2 | Германия   | 1:3 1:3 1:3 2:3 |                 | 3:1 3:1 3:0 3:1 | 3:0 3:1 3:0 3:0 | 12 | 8  | 4  | 29:16 | 20 |
| 3 | Финляндия  | 3:2 0:3 3:2 1:3 | 1:3 1:3 0:3 1:3 |                 | 3:2 3:2 3:2 2:3 | 12 | 5  | 7  | 21:31 | 17 |
| 4 | Словакия   | 2:3 1:3 2:3 2:3 | 0:3 1:3 0:3 0:3 | 2:3 2:3 2:3 3:2 |                 | 12 | 1  | 11 | 0:36  | 13 |

20—21 мая.  Бамберг.
Германия — Нидерланды 1:3 (22:25, 22:25, 25:23, 17:25); 1:3 (26:28, 21:25, 25:22, 23:25).
22—23 мая.  Тампере.
Финляндия — Словакия 3:2 (25:20, 25:15, 25:27, 20:25, 15:13); 3:2 (25:22, 25:23, 18:25, 23:25, 15:13).
29—30 мая.  Эспоо.
Финляндия — Германия 1:3 (20:25, 25:22, 17:25, 26:28); 1:3 (25:16, 23:25, 29:31, 22:25).
1—2 июня.  Братислава.
Словакия — Нидерланды 2:3 (16:25, 19:25, 25:21, 25:20, 8:15); 1:3 (22:25, 25:20, 20:25, 20:25).
4—5 июня.  Хертогенбос.
Нидерланды — Финляндия 2:3 (23:25, 21:25, 26:24, 25:17, 12:15); 3:0 (25:18, 25:15, 25:17).
5—6 июня.  Кобленц.
Германия — Словакия 3:0 (25:23, 25:19, 25:19); 3:1 (25:14, 24:26, 25:20 25:22).
11—12 июня.  Прьевидза.
Словакия — Германия 0:3 (21:25, 22:25, 21:25); 0:3 (13:25, 12:25, 19:25).
11—12 июня.  Куопио.
Финляндия — Нидерланды 3:2 (21:25, 25:19, 23:25, 26:24, 15:10); 1:3 (19:25, 27625, 23:25, 18:25).
19—20 июня.  Гронинген.
Нидерланды — Словакия 3:2 (25:23, 13:25, 25:20, 22:25, 15:7); 3:2 (25:17, 24:26, 25:13, 24:26, 15:11).
19—20 июня.  Фридрихсхафен.
Германия — Финляндия 3:0 (25:20, 25:20, 25:17); 3:1 (21:25, 25:21, 25:18, 25:15).
25—26 июня.  Прешов.
Словакия — Финляндия 2:3 (23:25, 22:25, 25:21, 25:23, 8:15); 3:2 (25:23, 25:23, 19:25, 23:25, 15:13).
25—26 июня.  Эйндховен.
Нидерланды — Германия 3:1 (26:24, 25:22, 17:25, 26:24); 3:2 (25:23, 25:23, 15:25, 23:25, 16:14).

## Финальный этап
10—11 июля.  Опава

### Полуфинал
10 июля
Чехия — Нидерланды 3:0 (25:23, 25:21, 25:19).
Россия — Германия 3:0 (25:22, 25:13, 25:14).

### Матч за 3-е место
11 июля
Нидерланды — Германия 3:1 (29:31, 25:18, 25:19, 25:23).

### Финал
| 11 июля | \| Чехия \| 3:1 \| Россия \| \| Михал Рак (12) Пётр Заплетал (3) Марек Новотны (8) Мартин Лебл (14) Якуб Новотны (17) Петер Платеник (11) Пётр Габада (л) Ян Штокр (0) Лукаш Тихачек (0) Любомир Станек (0) \| Голы \| Тарас Хтей (8) Алексей Казаков (1) Сергей Баранов (9) Сергей Тетюхин (16) Алексей Кулешов (8) Вадим Хамутцких (0) Алексей Вербов (л) Александр Косарев (3) Константин Ушаков (0) Андрей Егорчев (5) Павел Абрамов (4) \| | Опава Спортивный зал «Опава» Зрителей: 2 800 Судьи: Драгутин Чук (Сербия и Черногория), Паоло Барберо (Италия) |
| Счёт по партиям — 25:20, 21:25, 26:24, 25:19. Время матча — 1 час 45 минут.                                                                                                 | | |
| СМИ: С такой игрой в Афинах можно не выйти из группы // Спорт-Экспресс | | |
| Чехия | 3:1 | Россия |
| Михал Рак (12) Пётр Заплетал (3) Марек Новотны (8) Мартин Лебл (14) Якуб Новотны (17) Петер Платеник (11) Пётр Габада (л) Ян Штокр (0) Лукаш Тихачек (0) Любомир Станек (0) | Голы | Тарас Хтей (8) Алексей Казаков (1) Сергей Баранов (9) Сергей Тетюхин (16) Алексей Кулешов (8) Вадим Хамутцких (0) Алексей Вербов (л) Александр Косарев (3) Константин Ушаков (0) Андрей Егорчев (5) Павел Абрамов (4) |

## Итоги

### Положение команд
| Чехия          |
| Россия         |
| Нидерланды     |
| 4. Германия    |
| 5—6. Турция    |
| 5—6. Финляндия |
| 7—8. Хорватия  |
| 7—8. Словакия  |

### Призёры
Чехия: Камил Баранек, Пётр Габада, Ондрей Гудечек, Мартин Лебл, Марек Новотны, Якуб Новотны, Петер Платеник, Михал Рак, Любомир Станек, Ян Штокр, Лукаш Тихачек, Пётр Заплетал (в матчах предварительного этапа также играли Милан Бицан, Ондржей Боула, Алеш Голубец, Иво Дубс, Иржи Задразил, Иржи Краль, Мартин Крыштоф, Радек Мах, Иржи Новак, Петр Пешл, Иржи Поланский, Иржи Попелька, Филип Рейлек, Якуб Рыбничек). Главный тренер — Павел Ржерабек.
  Россия: Павел Абрамов, Сергей Баранов, Алексей Вербов, Станислав Динейкин, Андрей Егорчев, Алексей Казаков, Александр Косарев, Алексей Кулешов, Сергей Тетюхин, Константин Ушаков, Вадим Хамутцких, Тарас Хтей (в матчах предварительного этапа также играли Александр Абросимов, Николай Апаликов, Роман Архипов, Антон Асташенков, Юрий Бережко, Алексей Бовдуй, Александр Волков, Артём Ермаков, Павел Зайцев, Денис Игнатьев, Денис Калинин, Аркадий Козлов, Александр Корнеев, Сергей Латышев, Евгений Петропавлов, Семён Полтавский, Максим Терёшин). Главный тренер — Геннадий Шипулин.
  Нидерланды: Роб Бонтье, Альберт Кристина, Нико Фрерикс, Гёйдо Гёртцен, Роберт Хорстинк, Марко Клок, Рейндер Нуммердор, Рихард Схёйл, Йерун Троммель, Майк ван де Гор, Кай ван Дейк, Дирк-Ян ван Гендт (в матчах предварительного этапа также играли Деси ван Вайен, Кристиан ван дер Вел, Деннис ван дер Вен, Аллан ван де Ло, Карс ван Тарел, Янник ван Харскамп, Тейе Влам, Витзе Койстра, Нилс Комен, Хамфри Кролис, Ларс Лорсхейд, Йелте Ман, Михаэл Олиман, Йоппе Паулидес, Йерун Раувердинк, Рене Рейнартс, Хюго Рейкен, Эрик Сиберс, Албертус Стюркенбом, Эрик Схёйл, Герьян Хёйскен, Хайро Хой). Главный тренер — Берт Гудкоп.

### Индивидуальные призы
Лучший нападающий:  Мартин Лебл
Лучший блокирующий:  Майк ван де Гор
Самый результативный:  Рихард Схёйл